# Raynor Winn
Raynor Winn  (ook bekend als Sally Walker, 1962) is een Engels langeafstandswandelaar en schrijfster. Haar eerste autobiografische boek The Salt Path was in 2018 een bestseller van The Sunday Times en is in 2024 verfilmd onder dezelfde titel. De Nederlandse vertaling door Annemie de Vries kwam uit op 2 januari 2019 met als titel Het zoutpad - over oude wegen naar een nieuw begin. 
In juli 2025 rees door een artikel in de krant The Observer twijfel aan de twee gebeurtenissen die leidden tot de wandeling die in The Salt Path wordt beschreven, namelijk de terminale diagnose van corticobasale degeneratie (cbd) bij haar man en de omstandigheden die ertoe leidden dat ze uit hun huis werden gezet. Als reactie hierop noemde Winn in een online verklaring die op 9 juli 2025 werd gepubliceerd het artikel van The Observer "oneerlijk" en "zeer misleidend".

## Biografie
Volgens het verhaal in  The Salt Path hadden Winn en haar man Moth (Timothy), bij wie de diagnose corticobasale degeneratie werd gesteld, een bed and breakfast in Wales. Zij werden dakloos na een slechte investering en besloten een wandeling van duizend kilometer te gaan maken langs het South West Coast Path. Winn schreef het verhaal van de voettocht op om te voorkomen dat haar man  door zijn ziekte alles zou vergeten. Zij schrijft ook over de natuur, dakloosheid en wildkamperen.
The Salt Path stond op de shortlist voor de Wainwright Prize for Nature Writing en de Costa Book Awards 2018 in de categorie biografie, waar de jury het boek omschreef als "Een absoluut briljant verhaal dat verteld moet worden, over het menselijk vermogen te volharden en de ene voet voor de andere te blijven zetten". In mei 2019 won het boek de eerste RSL Christopher Blandprijs. In september 2019 was The Salt Path het bestverkochte boek in de Britse onafhankelijke boekhandels.
Na publicatie van The Salt Path bood een lezer het paar een verwaarloosde ciderboerderij aan in de heuvels van Cornwall om de natuur terug te brengen op de uitgeputte landerijen.
Tijdens het International Literature Festival Utrecht (ILFU) onthulde Winn dat The Salt Path verfilmd zou worden. In 2023 begonnen de filmopnamen met Gillian Anderson en Jason Isaacs in de hoofdrollen. De film The Salt Path ging op 5 september 2024 in première.
Winns tweede boek, Wild Silence, gaat over de periode na hun wandeling en de dood van haar moeder. Het werd in september 2020 gepubliceerd door Michael Joseph. Het stond op de shortlist voor de Wainwrightprijs 2021. De wilde stilte, de Nederlandse vertaling door Annemie de Vries, nu bijgestaan door Anne-Marie Vervelde, kwam al eerder uit.
In Landlines (Landlijnen, vertaald door De Vries) beschrijft zij hun zwaarste tocht, van meer dan 1600 kilometer, van het uiterste noorden van Schotland naar de kust van het zuidwesten.
In april 2024 begon het paar aan het Thames Path om bekendheid van en fondsen voor cbd te verkrijgen. In 2024 nam Winn deel aan de Marathon van Londen, die ze uitliep in een tijd van 7 uur, 2 minuten en 7 seconden.

## Bestseller 60
| Boeken met noteringen in de Nederlandse Bestseller 60 | Jaar van verschijnen | Datum van binnenkomst | Hoogste positie | Aantal weken | Opmerkingen      |
| ----------------------------------------------------- | -------------------- | --------------------- | --------------- | ------------ | ---------------- |
| Het zoutpad                                           | 2019                 | 23-10-2019            | 3               | 118          | in 2024 verfilmd |
| De wilde stilte                                       | 2020                 | 17-06-2020            | 24              | 56           |                  |
| Landlijnen                                            | 2022                 | 21-09-2022            | 3               | 19           |                  |

- Bibsys: 1593520724332
- Biblioteca Nacional de España: XX6291576
- Gemeinsame Normdatei: 1188966138
- International Standard Name Identifier: 0000 0004 7420 7469
- Library of Congress Control Number: no2018146503
- Nationale Bibliotheek van Tsjechië: xx0253825
- Nederlandse Thesaurus van Auteursnamen: 421367628
- Système universitaire de documentation: 254993443
- Virtual International Authority File: 74154921352863592450
- WorldCat: E39PCjFDQJh69Hb6tWJ36wwJrC